# تشيك فازيك

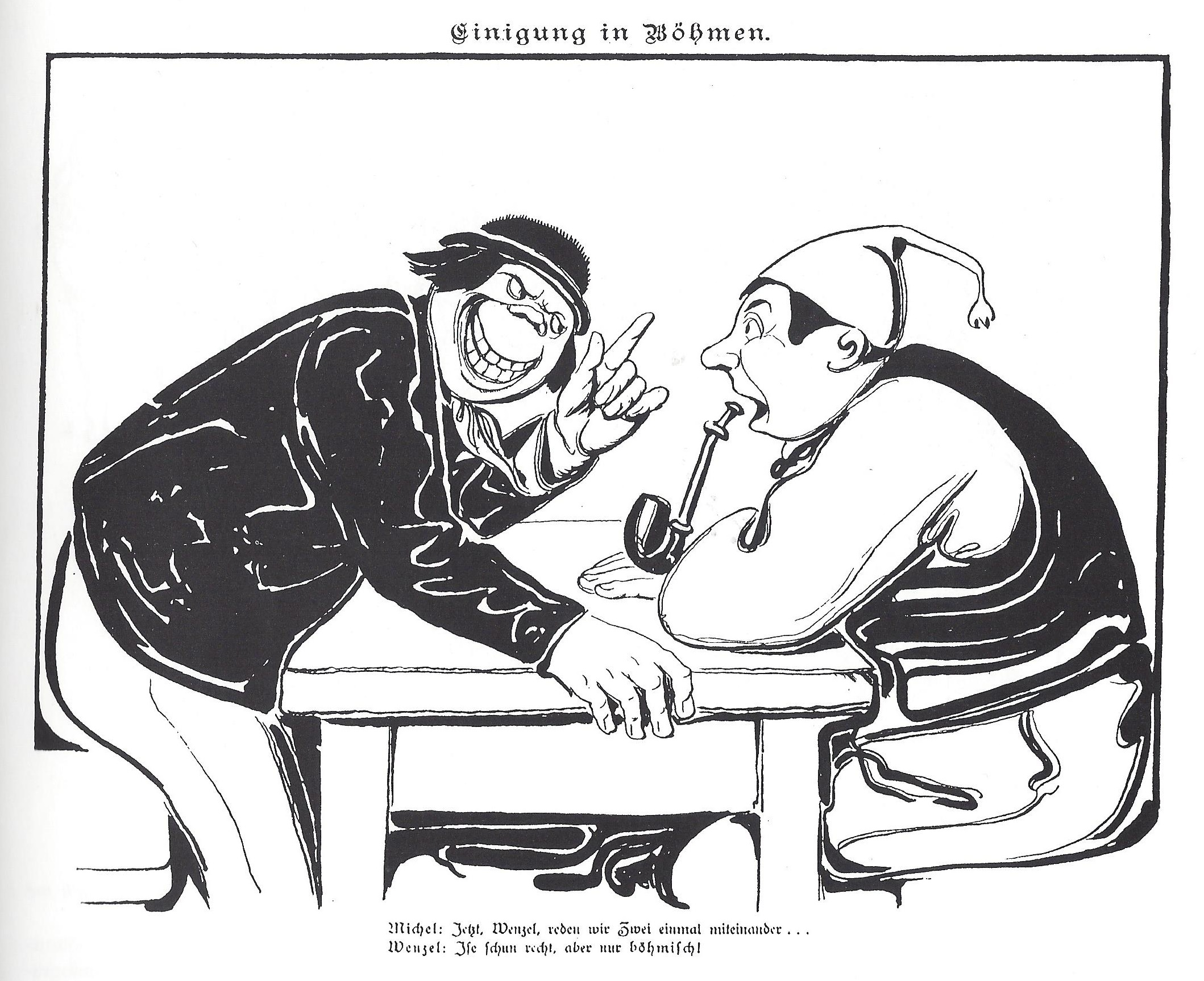
كاريكاتير سلبي عن تشيك فازيك يتحدث إلى ميشيل الألماني

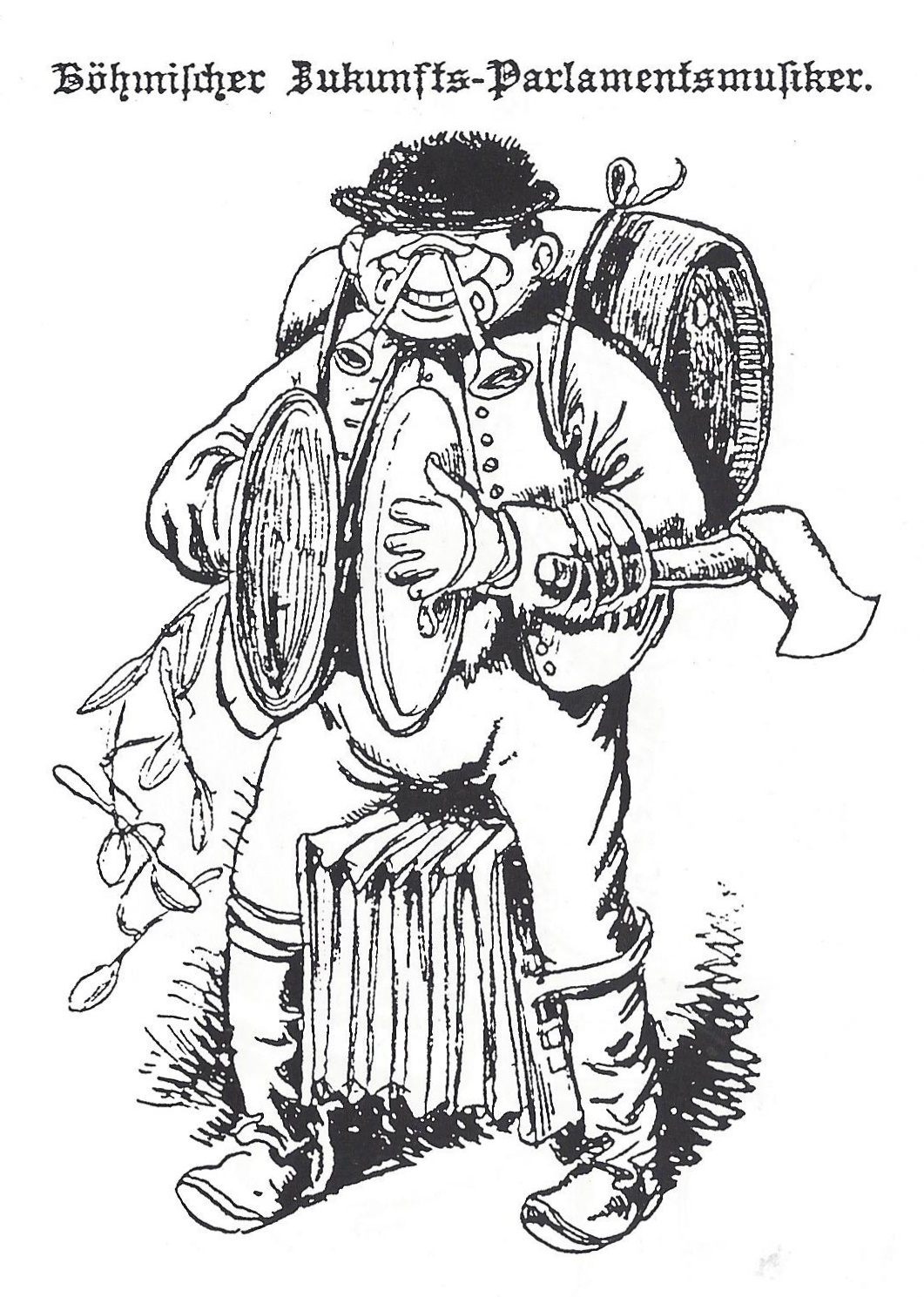
Böhmischer Zukunfts-Parlamentsmusiker

تشيك فازيك شخصية تاريخية التجسيد الوطني للتشيكيين، استخدمت في زمن التنافس الوطني مع القومية الألمانية في نهاية القرن 19.